# Pély
Pély là một thị trấn thuộc hạt Heves, Hungary. Thị trấn này có diện tích 90,3 km², dân số năm 2010 là 1413 người, mật độ 16 người/km².